# على جثتي (فلم)
على جثتي هو فيلم كوميدي مصري من إنتاج عام 2013، بطولة الفنان أحمد حلمي.

## القصة
تدور أحداث الفيلم حول «رؤوف» مهندس ديكور ومدير معرض للأثاث، وهي شخصية شكاكة جدا لأبعد الحدود في التعامل مع من حوله، يدخل رؤؤف في غيبوبة وتبقى روحه عالقة بين السماء والأرض تريد أن تعرف رأي أصدقائه وأسرته فيه؛ ليُصدم في العديد منهم، ويكتشف أخطاءَه بعد فوات الآوان.

## الممثلين
- أحمد حلمي بدور رؤوف
- غادة عادل بدور سحر
- حسن حسني بدور نوح
- إدوارد بدور محمود
- سامي مغاوري بدور حسين
- أيتن عامر بدور نهير
- أحمد السقا ضيف شرف بشخصيته الحقيقية
- خالد أبو النجا ضيف شرف
- علا رشدي بدور ميرفت
- علي الطيب بدور عكاشة
- تيمور تيمور
- محمد بكير
- أكرم الشرقاوى

## وصلات خارجية
- مقالات تستعمل روابط فنية بلا صلة مع ويكي بيانات
- صفحة فيلم على جثتي في موقع الفيلم